# Loir (animal)
Pour les articles homonymes, voir loir.
Taxons concernés
Petits Rongeurs :

Dans la famille des Gliridae (syn. Myoxidae) :
- dans les genres :
  - Dryomys
  - Eliomys
  - Glis
  - Glirulus
  - Graphiurus
  - Myomimus
  - Selevinia

Dans la famille des Platacanthomyidae :
- Platacanthomys lasiurus
- Typhlomys cinereus, etc.modifier

Loir est un nom vernaculaire ambigu désignant en français plusieurs espèces de petits mammifères, principalement de la famille des Gliridae (syn. Myoxidae). Le plus répandu en Europe est le Loir gris, parfois confondu avec le lérot, aux yeux cernés de noir, qui trouve aussi refuge occasionnellement dans les bâtiments en hiver, pour hiberner. D'autres espèces évitent les habitations, comme le minuscule muscardin des taillis, de couleur rousse, et les Loirs de forêts d'Europe de l'Est. Il existe en outre plusieurs espèces de loirs africains, appelés également graphiures, morphologiquement assez semblables au loir gris, avec une queue touffue. Il en est autrement du loir d'Ognev ou du loir du désert, nommé également Souris de Selevin, qui disposent d'une queue lisse, ce qui les fait davantage ressembler à une souris domestique qu'aux autres loirs. Enfin, quelques espèces sont des loirs asiatiques de la famille des Platacanthomyidae.
Par analogie, on appelle aussi phalangers loirs certains marsupiaux, des opossums pygmées du genre Cercartetus.

## Étymologie
Le terme de loir dérive vraisemblablement du latin classique glīs via la langue vulgaire glĭris, bien que la perte du G ne s'explique pas bien.
On peut supposer cependant une transformation de /gl/ en /ʎ/, puis un passage à l'initiale de /ʎ/ à un simple /l/.

## Physiologie, comportement et écologie
Les caractéristiques générales des loirs sont celles des rongeurs de la famille des Gliridae ou des Platacanthomyidae, avec des nuances pour chaque espèce : voir les articles détaillés pour plus d'informations sur leur comportement ou leur physiologie respective.

## Caractéristiques communes
Les loirs sont nocturnes et ne mesurent que  10 à 30 cm queue comprise. Les loirs gris sont réputés pour leur période de sommeil hivernal, mais toutes les espèces de Gliridae qui vivent dans les climats tempérés partagent en fait ce trait.

## Noms vernaculaires et noms scientifiques correspondants
Liste alphabétique de noms vernaculaires attestés en français.

Note : certaines espèces ont plusieurs noms et, les classifications évoluant encore, certains noms scientifiques ont peut-être un autre synonyme valide. En gras, les espèces les plus connues des francophones.
- Loir - voir Loir gris[2],[6],[7]
- Loir africain - Graphiurus spp.[2]
- Loir commun - voir Loir gris[2]

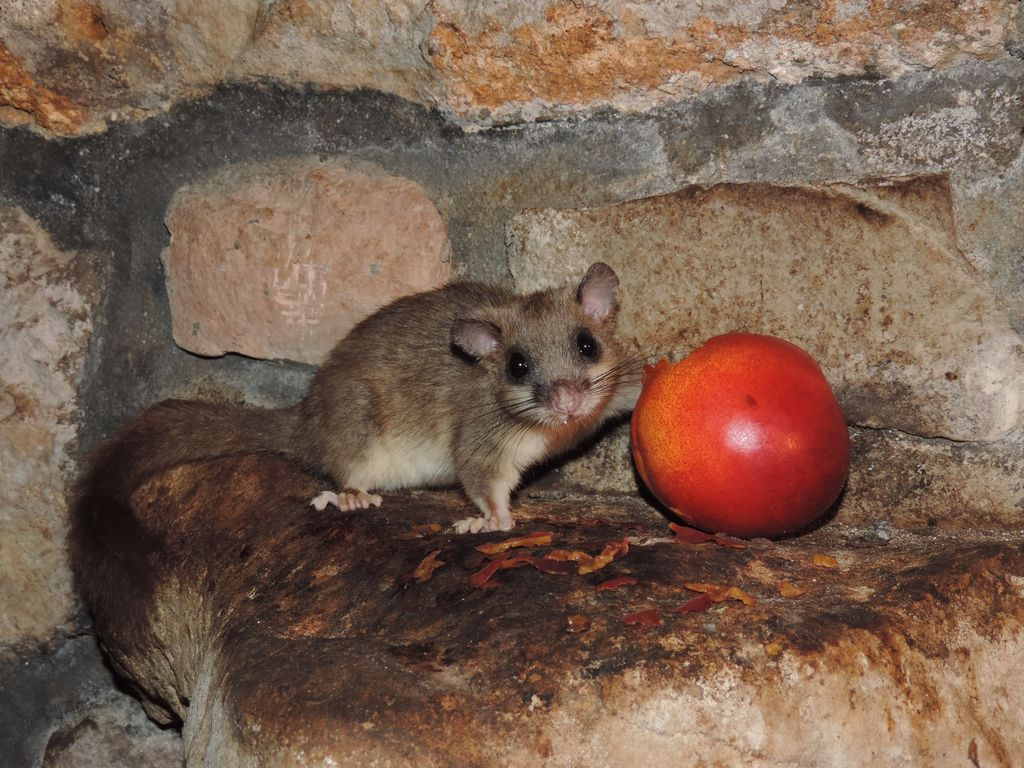
Loir gris (Glis glis)

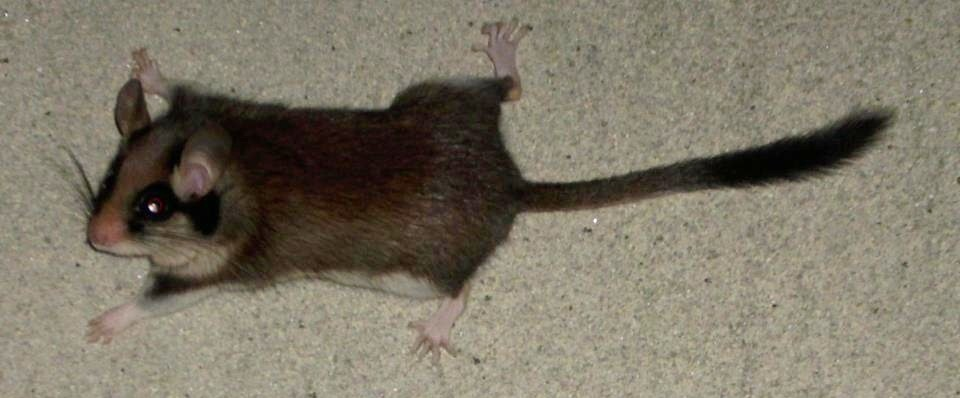
Sortie nocturne d'un loir lérot (Eliomys quercinus), sur un mur.

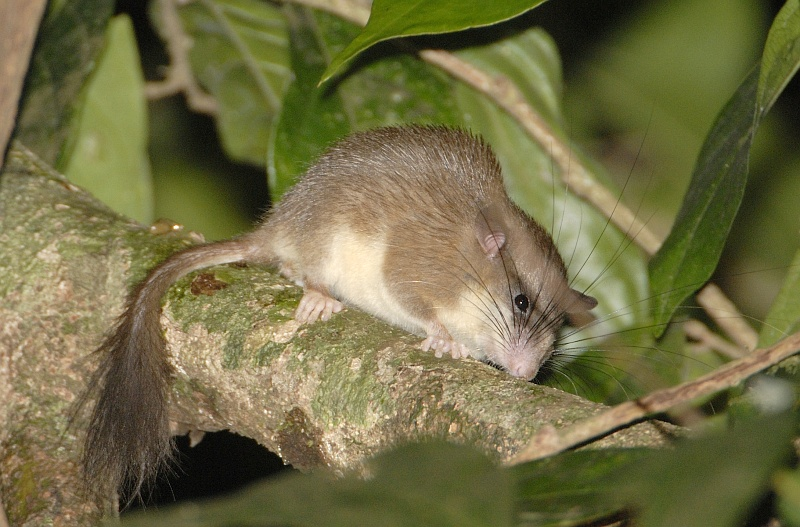
Loir épineux (Platacanthomys lasiurus)

- Loir du désert - Selevinia betpakdalaensis
- Loir épineux - Platacanthomys lasiurus[2],[6]
- Loir des forêts - Dryomys spp.[2]
- Loir des greniers - voir Loir lérot[6]
- Loir gris  - Glis glis[2],[6],[7]
- Loir du Japon - Glirulus japonicus[2]
- Loir lérot - Eliomys quercinus[2]
- Loir muscardin - Muscardinus avellanarius[2]
- Loir d'Ognev - Myomimus personatus[2]
- Loir ordinaire - voir Loir gris[2]
- Loir pygmée de Chine - Typhlomys cinereus[2]
- Loir de Roach - Myomimus roachi[2]
- Loir souris - voir Loir d'Ognev[6]
- Loir vulgaire - voir Loir gris[2]
- etc.

## Loirs dans la culture
Des expressions ont été construites à partir de l'observation du loir gris et font allusion au sommeil hivernal de celui-ci : « paresseux comme un loir » pour désigner un individu inactif et « dormir comme un loir » pour qualifier un sommeil profond.
Certaines espèces, et plus particulièrement Graphiurus murinus (ou Graphiure), sont élevées en tant que NAC (nouveaux animaux de compagnie).

### Loirs dans l'art

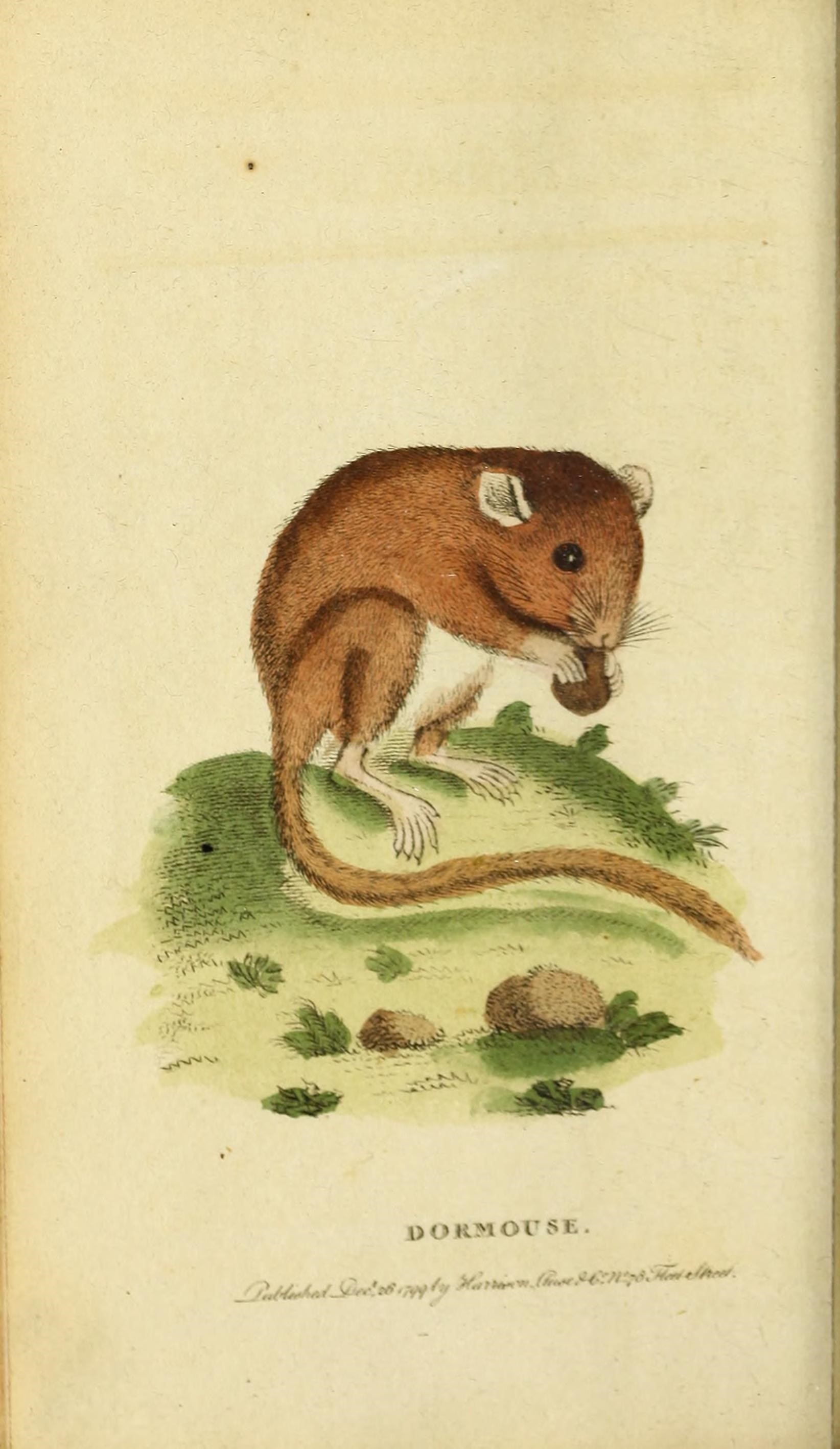
« Loir » (Dormouse), planche naturaliste de 1800
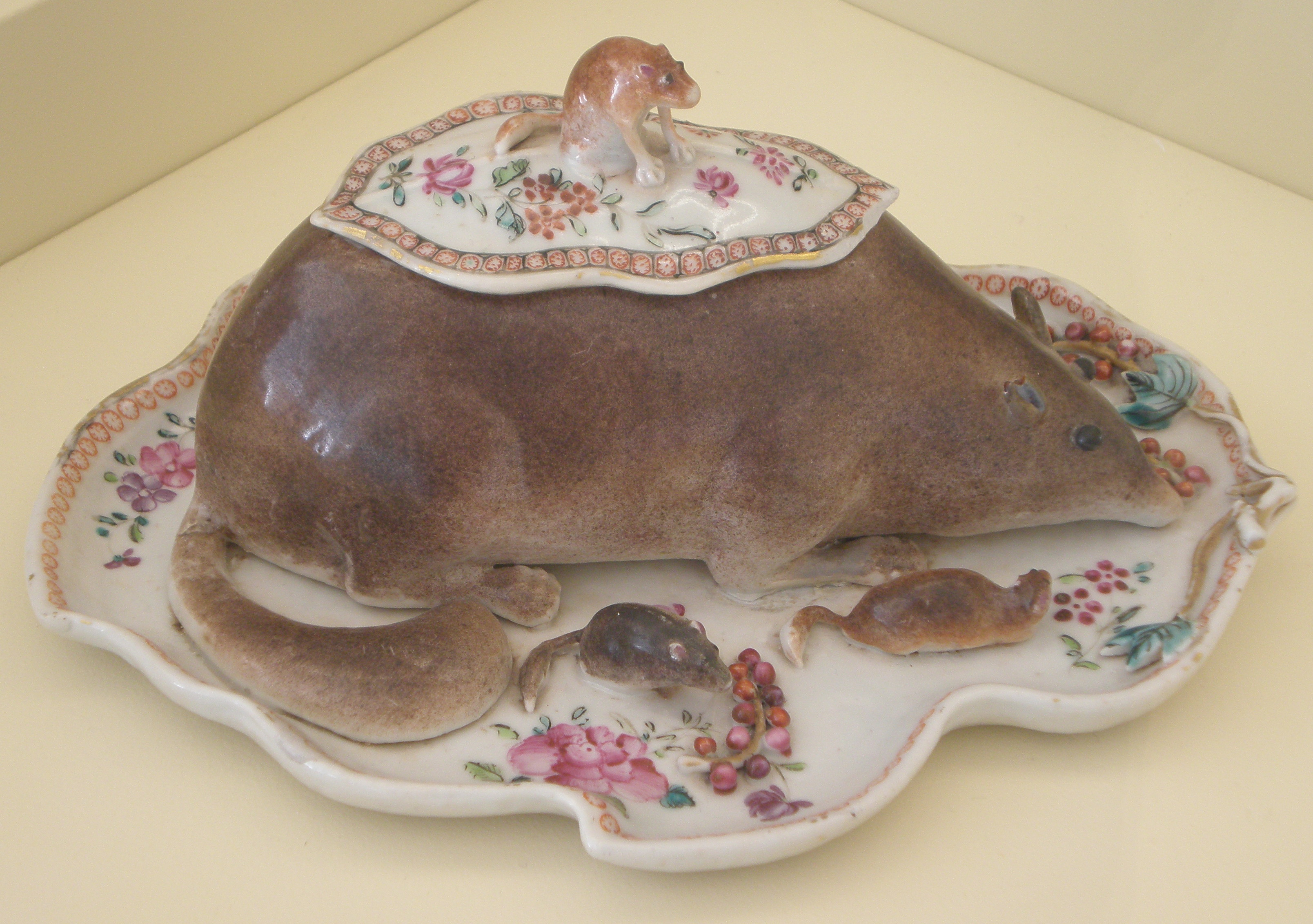
Récipient en forme de loir.
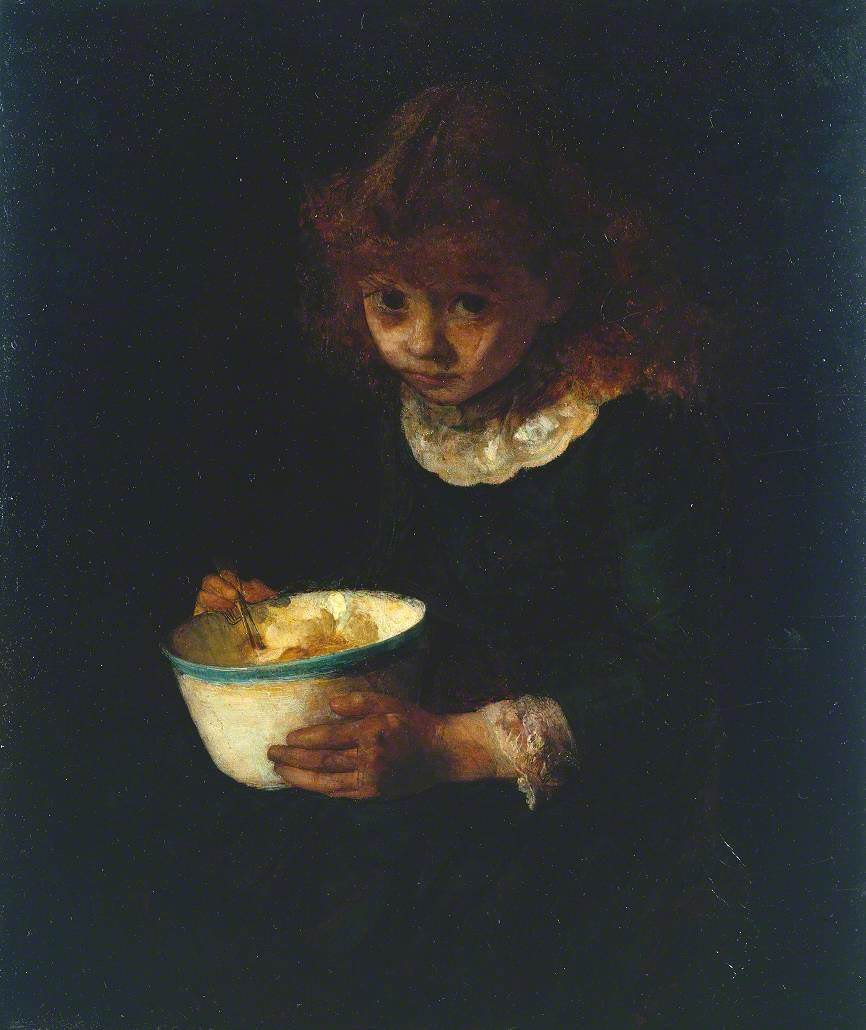
« Petit loir » (Little Dormouse), tableau de Frank H. Potter (1845–1887).